# Generalstabsakademin (1832)
Ej att förväxla med Ryska federationens väpnade styrkors generalstabsakademi, rysk militärhögskola i Moskva, inrättad 1936

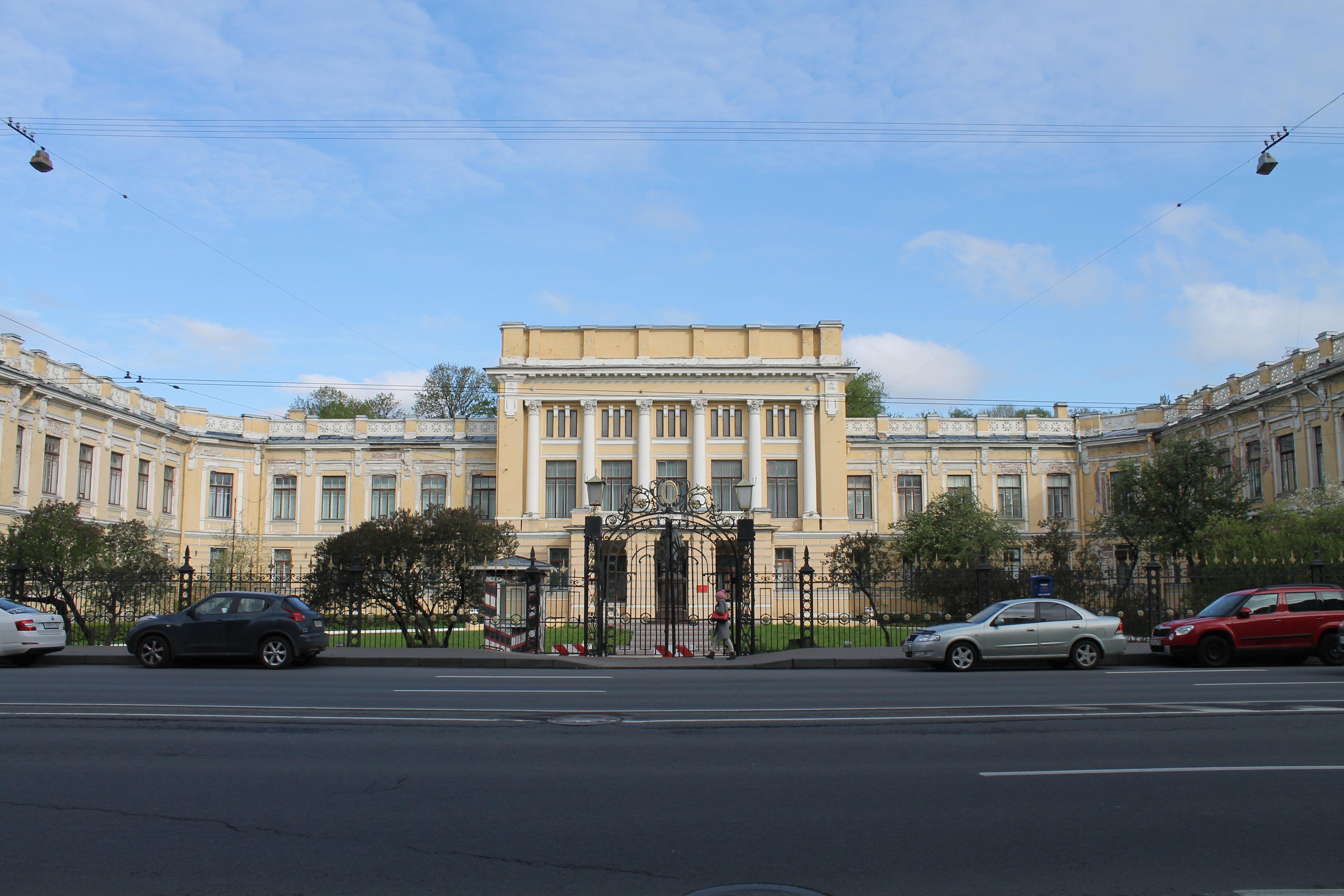
Nikolajs Kejserliga Militärakademi 1832—1918

Generalstabsakademin (ryska: Академия генерального штаба; Akademiya general'nogo shtaba) var en rysk militärakademi, inrättad 1832 i Sankt Petersburg. Den var först känd som Imperial Military Academy (Императорская военная академия), sedan 1855 omdöptes den till Nikolajs Generalstabsakademi (till minne av kejsar Nikolaj I) och 1909 till Nikolajs Kejserliga Militärakademi (Императорская Николаевская военная академия).
Till akademins mest berömda alumner hör den persiske statsmannen Abdolhosein Teymurtash och den ryske generalen Nikolaj Obrutjev. 